# Akuol de Mabior
Akuol Garang de Mabior là một nhà làm phim, người mẫu, nữ doanh nhân và nhà hoạt động vì quyền của phụ nữ Nam Sudan.

## Cuộc sống ban đầu và gia đình
De Maboir là con gái của John Garang de Mabior, cựu tổng tư lệnh Quân đội Giải phóng Nhân dân Sudan và là Phó Tổng thống đầu tiên của Sudan, và Rebecca Nyandeng De Mabior, một chính trị gia và cố vấn của Tổng thống Nam Sudan. Cha bà qua đời trong một vụ tai nạn máy bay trực thăng năm 2005. Bà là người dân tộc Dinka. De Maboir lớn lên ở Nairobi, Kenya.

## Sự nghiệp
De Mabior từng làm người mẫu thời trang và được ký hợp đồng với Ice Model Nam Phi, Why Not Model Management Milan, Elite Paris và MD Management Hamburg. Vào năm 2011 de Maboir đã đi trên đường băng trong chương trình mùa xuân cho Max Mara và các chương trình mùa thu cho Vivienne Westwood, Sass & bide, Paul Smith và Valentin Yudashkin.
Năm 2012, bà đi trên đường băng vào các chương trình mùa thu cho Hermès, Jasper Conran, Jean Pierre Braganza, Louise Gray, và Emilio de la Moren và đi bộ trong các chương trình mùa thu cho Damir Doma, Ingrid Vlasov, Max Mara, Peter Jensen, Aganovich, Dusan, Martin Grant, Jasper Conran, Ashley Isham, Paco Rabanne, Julien David, Issey Miyake và Maurizio Percoraro. Tại Tuần lễ thời trang Paris năm 2012, bà đã đi bộ cho Vivienne Westwood và Chanel.
Năm 2012, bà xuất hiện trong các bài xã luận cho Elle, L'Officiel Netherlands, Dazed và là bà gái trang bìa cho Annabelle. bà cũng là một phần của bộ phim ngắn Little Black Jacket Book của Chanel.
Năm 2013, bà xuất hiện trong các bài xã luận của City và The Ones 2 Watch và đi bộ trong các chương trình mùa thu cho Costello Tagliapietra, Học viện Đại học Nghệ thuật, DVF, Thom Browne, Mara Hoffman, và Custo Dalmau và trong chương trình mùa xuân cho Marissa Webb.
De Maboir đã nghỉ hưu từ nghề người mẫu và chuyển đến Nam Phi, nơi bà làm việc trong ba bộ phim độc lập. Bà làm đạo diễn cho bộ phim Tomato Soup, ra mắt tại Liên hoan phim quốc tế Durban.
Bà ngồi trong ban giám đốc của Embrace Dignity, một tổ chức nhân quyền của phụ nữ ủng hộ cải cách luật pháp để chấm dứt nạn buôn bán tình dục và nhu cầu mại dâm.

## Cuộc sống cá nhân
De Maboir là một sinh viên sau đại học tại Đại học Cape Town. Khi còn là sinh viên, bà học ngành sản xuất phim và truyền thông và khai thác về viết lách và nghiên cứu về giới. Bà đang làm một văn bằng thứ hai về lý thuyết và thực hành phim. De Maboir là một người nuôi ong và làm son dưỡng môi và các sản phẩm mỹ phẩm khác từ beezwax.